# Gmina Gradishtë
Gmina Gradishtë  (alb. Komuna Gradishtë) – gmina położona w środkowo-zachodniej części Albanii. Administracyjnie należy do okręgu Lushnja w obwodzie Fier. W 2011 roku populacja gminy wynosiła 7521 osoby w tym 3707 kobiety oraz 3814 mężczyzn, z czego Albańczycy stanowili 96,44%  mieszkańców. 
W skład gminy wchodzi dziewięć miejscowości: Këmishtaj, Mërtish, Goriçaj, Sopez, Fier-Seman, Gradishtë, Gungas, Spolet, Babunjë.